# ARDE 40毫米附加型榴彈發射器
ARDE 40毫米下掛式榴彈發射器是一款由印度武器裝備研究與發展局（ARDE；負責本槍的設計）、兵工厂委员会（OFB）旗下的蒂魯吉拉伯利軍械廠（OFT Trichy；負責本槍的生產）所組成的聯合企業自主研發和生產的單發下掛式榴弹发射器，是目前印度陸軍的INSAS和AK所使用的下掛式武器，發射40×46毫米低速榴彈。

## 概述
40毫米下掛式榴彈發射器可以裝上印度INSAS和AK-47兩種步槍以上，並且以三點附接來確保連接剛性。該下掛式榴彈發射器具有內置式保險，以防止意外擊發。
其扳機系統位於槍管一側，使士兵可同時以步槍和榴彈發射器開火，而無需改變自身的射擊姿勢。其最大射程為400米（437.45碼，1,312.34英尺）。
武器使用一個類似於GP-25的簡易型梯形瞄準具機構。它還具有夜間射擊時使用的氚光照明瞄準具。由40毫米下掛式榴彈發射器發射的彈藥類似於印度陸軍所使用的米爾科姆轉輪連發式榴彈發射器，讓彈藥得以標準化。
它除了可以下掛於步槍的下護木，也可通過增加手槍握把及槍托配件改裝成一個獨立的肩射型榴彈發射器武器系統。

## 使用國
- 印度
  - 印度陸軍

## 資料來源
1. 1 2   (PDF). DRDO: 2. August 2010  [2013-11-15]. （原始内容 (PDF)存档于2010-09-22）.
2. 1 2 3  . 兵工厂委员会（OFB）.   [31 August 2012]. （原始内容存档于2014年12月11日）.
3. ↑  .   [2015-11-08]. （原始内容存档于2015-10-06）.